# Statistik Austria

Logo

Statistik Austria este oficiul austriac de statistică. A fost înființat la data de 1 ianuarie 2000, prin separarea de Centrala Oficială de Statistică din Austria, care există din anul 1829. În acest domeniu au colaborat persoane renumite, ca scriitorul Egmont Colerus.